# Avanzi di galera
Avanzi di galera è un film del 1954 diretto da Vittorio Cottafavi.

## Trama
Dopo aver scontato la loro pena tre detenuti tornano in libertà. Stefano, medico chirurgo, era stato condannato per aver provocato la morte di un suo paziente; l'uomo non ha più fiducia in se stesso e non vuole tornare alla sua attività di medico, ma un grave incidente in cui è coinvolta l'adorata moglie lo convince a tornare in sala operatoria, dove riesce a salvare la vita alla donna, salvando anche se stesso.
Franco, rapinatore, è stato arrestato durante un assalto ad una banca mentre i suoi complici sono riusciti a fuggire. Uscito di galera, torna dalla sua donna Anna, mentre i complici vogliono sapere dove ha nascosto il bottino prima di essere arrestato. L'uomo però non parla, si confida solo con Anna e lei si reca alla Polizia per denunciarlo. Qui però la donna apprende che il bottino era stato già recuperato dalla Squadra mobile. Franco, ancora ignaro del tradimento di Anna, si reca sul luogo dove aveva nascosto la sacca con la refurtiva ma viene raggiunto da Anna, a sua volta seguita dai complici. Dopo una sparatoria, sia Franco che Anna restano uccisi.
Giuseppe, condannato per un furto che non ha commesso, viene invece liberato per buona condotta. Una volta libero però trova una certa diffidenza sia presso i parenti che gli amici: ormai sconfortato, ritrova la tranquillità soltanto in Giovanna, un'infermiera che ha fiducia in lui.

## Produzione
Il film prodotto da Giorgio Venturini fu girato negli studi di Torino della FERT e rientra nel filone del melodramma strappalacrime.

### Luoghi delle riprese
Il carcere dal quale, scontata la pena, esce Franco Cesari (Constantine) è l'ingresso delle carceri Le Nuove a Torino. L'ospedale in cui lavora Giovanna (Lualdi) è l'Ospedale delle Molinette di Torino. Una scena fu girata nella stazione di San Maurizio Canavese.

## Accoglienza
Il film ebbe uno scarso successo di pubblico.
Cottafavi in seguito ebbe a dire:

### Incassi
Incasso accertato sino a tutto il 31 marzo 1959: 62.136.604 lire dell'epoca.

## Critica
(Gianni Rondolino)
(Adriano Aprà)
(Lorenzo Ventavoli)